# Pont-du-Château
Pont-du-Château är en kommun i departementet Puy-de-Dôme i regionen Auvergne-Rhône-Alpes i centrala Frankrike. Kommunen ligger i kantonen Pont-du-Château som tillhör arrondissementet Clermont-Ferrand. År 2022 hade Pont-du-Château 12 422 invånare.

## Befolkningsutveckling
Antalet invånare i kommunen Pont-du-Château
| Referens: INSEE |